# Gustaf Waldenström
Gustaf Fredrik Waldenström, född 7 april 1825 i Luleå, död 21 mars 1912 i Umeå, var en svensk läkare.
Gustaf Waldenström, som var son till provinsialläkaren Erik Magnus Waldenström, avlade studentexamen i Uppsala 1844. Därefter studerade han vid Uppsala universitet, där han avlade mediko-filosofisk examen 1846, medicine kandidatexamen 1850, medicine licentiatexamen 1852 och kirurgie magisterexamen 1853. Han blev bataljonsläkare 1851 och var regementsläkare vid Västerbottens fältjägarkår  mellan 1857 och 1888. Han blev riddare av Vasaorden 1872.
Han gifte sig 1855 med Louise von Hedenberg, som var dotter till landshövdingen Carl August von Hedenberg.